# Chiang Hung-chieh
Chiang Hung-chieh (chinesisch 江宏傑 / 江宏杰, Pinyin Jiāng Hóngjié; * 22. Februar 1989 in Hsinchu, Taiwan) ist ein taiwanischer Tischtennisspieler. Er nahm an den Olympischen Spielen 2016 in Rio teil. Er ist Rechtshänder und verwendet den europäischen Shakehand-Griff.                                                                                                                     

## Werdegang
Chiang wechselte 2014 zum Bundesligisten TTC Hagen in Deutschland. Wegen Problemen mit dem Visum konnte er allerdings erst nach dem sechsten Spieltag im November einreisen. Zu diesem Zeitpunkt hatte er in der Weltrangliste mit Platz 47 gerade seinen Höhepunkt erreicht, konnte in der Folge aber keins seiner ersten elf Einzel gewinnen, sodass das Visum um Februar 2015 nicht verlängert wurde und er den TTC Hagen wieder verließ.
Bei den Grand Finals im Dezember 2017 gewannen Chiang Hung-Chieh und Chen Chien-An gegen das Europameisterdoppel Patrick Franziska und Jonathan Groth und zogen so ins Halbfinale ein.

## Erfolge
Quelle: ITTF-Datenbank

### Olympische Spiele
- 2012 Team Viertelfinale
- 2016 Team Viertelfinale

### Weltmeisterschaften
- 2013 Einzel R64
- 2015 Einzel R32
- 2017 Einzel R32

### World Tour Grand Finals
- 2017 Doppel Halbfinale

## Privates
Chiang war mit der Tischtennis-Nationalspielerin Ai Fukuhara ca. 5 Jahre (2016–2021) verheiratet. Beide haben gemeinsam eine Tochter (* 2017) und einen Sohn (* 2019).